# Miagrammopes orientalis
Miagrammopes orientalis es una especie de araña araneomorfa del género Miagrammopes, familia Uloboridae. Fue descrita científicamente por Bösenberg & Strand en 1906.
Habita en China, Corea, Taiwán y Japón.